# سیارک ۱۶۱۳۷۱
سیارک ۱۶۱۳۷۱ (به انگلیسی: 161371 Bertrandou، نامگذاری:2003SO244) صد و شصت و یک هزار و سیصد و هفتاد و یکمین سیارک کشف شده‌است که در ۲۵ سپتامبر ۲۰۰۳ کشف شد.